# 受胎告知 (ヤン・ファン・エイク)
『受胎告知』（じゅたいこくち、蘭: Annunciatie、英: Annunciation）は、初期フランドル派の画家ヤン・ファン・エイクが1434年から1436年ごろにかけて描いた絵画。ワシントン・ナショナル・ギャラリーに所蔵されている。もとは板（パネル）に油彩で描かれた作品だったが、19世紀にカンバスに移植された。三連祭壇画を構成する左翼内側のパネルではないかと考えられており、残りのパネルは1817年以前から不明となっている。『受胎告知』は非常に複雑で難解な作品で、描かれているものが何を意味しているのか（図像学）は現在でも美術史家の間で議論となっている。
大天使ガブリエルが聖母マリアに神の子を身ごもることを伝える、新約聖書ルカ伝の1章26節から38節の「受胎告知」の場面を描いた作品で、ガブリエルの口もとにはマリアに伝えた「おめでとう、恵まれた方よ (AVE GRÃ. PLENA)」が書かれている。マリアはガブリエルから一歩退いて「主の侍女を見守りたまえ (ECCE ANCILLA DÑI)」と控えめに応えた言葉が、天上の神に見えるよう上下逆さまにされてマリアの口もとに書かれている。左上の窓からは聖霊が人間にもたらすという7つの賜物 (en:Seven gifts of the Holy Spirit) が7本の光明となって、聖霊を象徴するハトとともに降り注いでいる。「神が人間を救済しようとする、まさにその瞬間を捉えた絵画である。キリストの顕現のもと、法が支配していた古い時代は神の恵みに満ちた新しい時代へと変革した」

## 神殿
中世ではマリアはエルサレム神殿に仕え、他の侍女とともに神殿の至聖所の垂幕を紡ぐ仕事をしている学問好きな女性だったと信じられていた。マリアが読んでいる時祷書は女性用のものとしては大きすぎるが、他の絵画ではマリアが神殿で非常に重要な研究をしているという表現がされているものもある。また中世には、ガブリエルが現れたときにマリアが読んでいたのは旧約聖書のイザヤ書だったと規定した権力者も存在した。ファン・エイクはこの「エルサレム神殿に仕え、神殿内で本を読むマリア」という情景をパネル絵として描いたほぼ最初の画家である。もっとも装飾写本の挿絵ではもっと古くからこの情景は描写されており、『受胎告知』をファン・エイクに依頼したと思われる修道院にもこの情景が描かれた1397年の祭壇画が存在していた。
描かれている神殿は古い様式のロマネスク様式ではなくゴシック様式寄りに描かれ、上部の大部分は薄暗く下部に行くほど明るく表現されている。これはキリスト生誕以前の神と人との古い契約 (en:Covenant (biblical)) が闇で表され、受胎告知とともに新しい契約 (en:New Covenant) が成立したことが光となって表されているのである。ロマネスク様式の建築物では普通だった平らな木板の天井は欠落したまま放置されて描かれ、その板張りは不自然にさえ見える。ロマネスク様式の建物はキリスト教徒ではなくユダヤ教徒を象徴するという寓意はファン・エイクやその追随者がよく用いた表現で、他にもロマネスク様式とゴシック様式をそれぞれユダヤ教徒とキリスト教徒の象徴として同じ建物に描いている絵画がある。

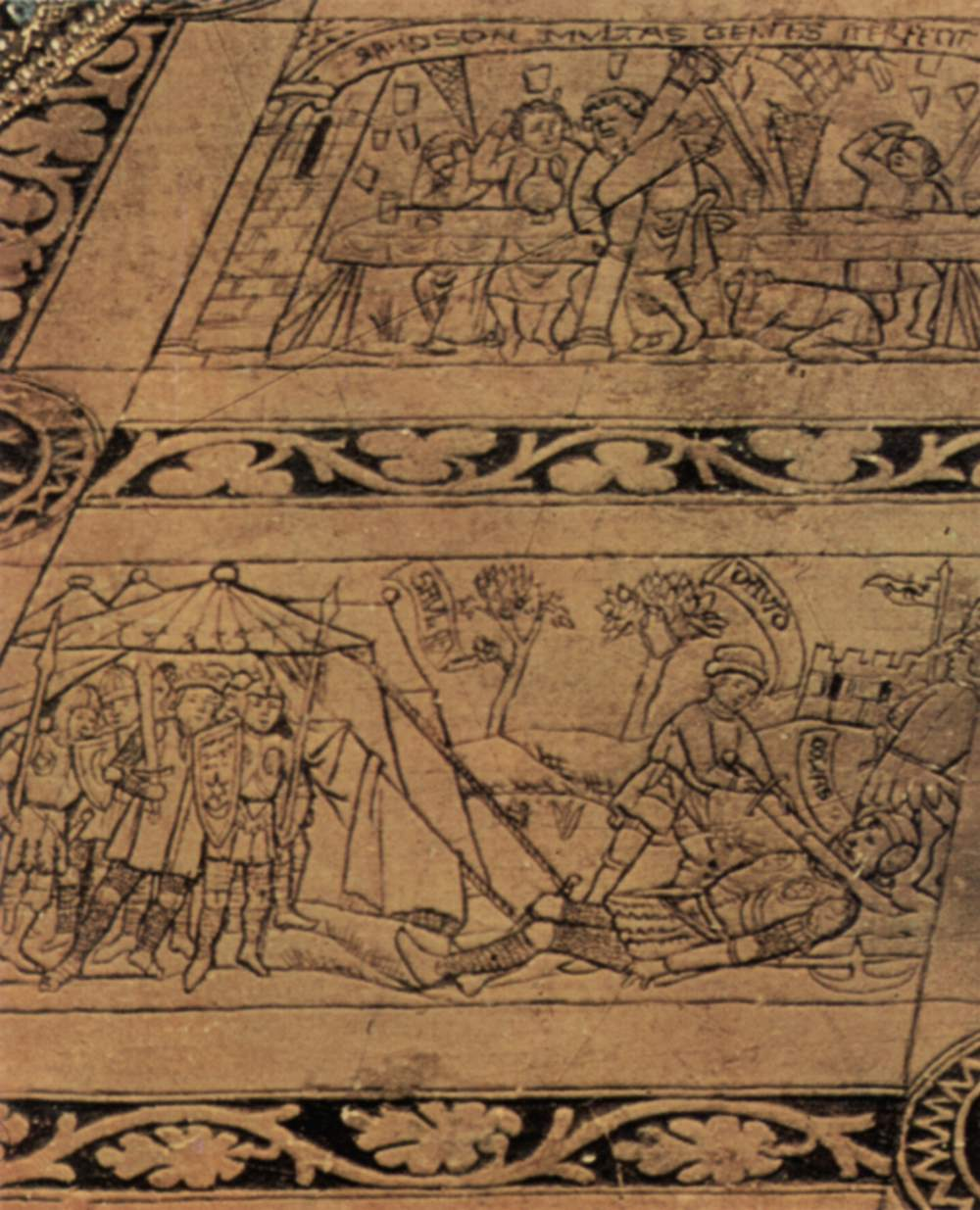
床に描かれているタイル

神殿の内装は旧約聖書の内容どおりに表現されているが、中世でメシア到来の前兆とされていた様々なものが描かれている。中央手前の床のタイルにはゴリアテを倒すダビデが描かれ、これはキリストが悪魔の誘惑を退けることの予言となっている。中央奥のタイルにはサムソンがペリシテ人の寺院を破壊する場面が描かれており、中世の伝承ではキリストの磔刑と最後の審判の予兆とされる。左側のタイルに描かれている、サムソンを裏切って彼の力の源である髪を剃るデリラはキリストへの裏切りを意味し、ソロモンのペリシテ人殺害はキリストの罪業の克服を意味している。また、隠れてほとんど見えないが、ダビデ王に反旗を翻し殺害されるアブサロムとペリシテ人の王アビメレクがタイルに描かれているとする美術史家たちもいる。最初にこれらの図像解釈の多くを行った美術史家エルヴィン・パノフスキーは、四角いタイルの境界にある丸いタイルに描かれた黄道十二宮など天文学上のシンボルにも何か重要な意味があるのではないかと考え、後にこれらを追加した新しい解釈を提示した。

背後の壁にはキリスト教の三位一体を意味すると思われる三枚のガラス窓の上に、旧約聖書の唯一神ヤハウェを象ったステンドグラスと、その両横にぼんやりとした壁画がある。ファラオの娘に拾われるモーゼが描かれた左の壁画は受胎告知そのものの予兆で、モーゼの十戒の授受が描かれた右の壁画はキリストがもたらす新しい神と人との契約に対応している。さらにその下にはイサクとヤコブが小さな円形パネルに描かれているが、この二人についてはさまざまな解釈がなされており定説が存在しない。マリアの前にあるユリの花は清浄を表し、伝統的なマリアの象徴である。誰も座っていない椅子はおそらく空の玉座 (throne) を意味しており、これはキリストの象徴としてビザンティン美術初期までさかのぼることが出来る。

## 人物描写
描かれているマリアは、ファン・エイクがその宮廷画家を務め、多くの絵画作成を依頼したブルゴーニュ公フィリップ3世公妃イザベルをモデルとしているのではないかと考えられてきた。マリアが着ている青のローブ は高貴を表すアーミンの毛皮で縁取りされており、これはマリアの高貴な血統を重要視していた中世の風潮に合致している。北ヨーロッパの絵画では特に良くあることだが、マリアの容貌はガブリエルに比べて魅力的とはいえない。性別を超越した存在の天使をいくら美しく描いても、絵画を鑑賞する人に道徳的に不適切な感情を抱かせる可能性はないとされていたためである。マリアにもガブリエルにも聖性を持つ人物の肖像でよく描かれていたハロー（頭上に描かれる光の輪（頭光、(en:Halo (religious iconography))）は描かれていない。これは初期フランドル派の画家たちの写実主義によるもので、後にイタリア人画家にも浸透していくことになった。マリアの姿勢ははっきりとせず、立っているのか、ひざまずいているのか、あるいは座っているのかよく分からない。

### 人物の大きさ

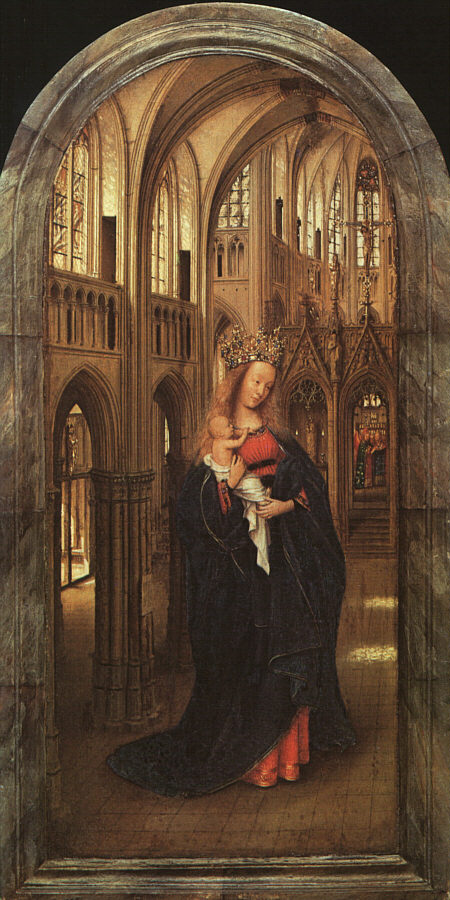
『教会の聖母子』, 国立絵画館, ベルリン

神殿と比べると描かれている人物が大きすぎるのではないかと多くの研究者が指摘している。教会にいるマリアという構図で描かれた他のファン・エイクの作品でも同様の表現で描かれており、ファン・エイク独自の神学上の意味がある。ベルリンの絵画館所蔵の『教会の聖母子』はもっとも極端な例で、描かれているマリアはおよそ5メートル相当の身長で描かれており、高いゴシック様式の教会に匹敵するほどになっている。このような表現がどのような意図のもとで描かれたのかははっきりせず、描かれている建物の正確な大きさもよくわからない。もし『受胎告知』で描かれた場所が2階の部屋であったり、あるいは中庭に通じるような部屋であれば、窓は普通の中世の教会の窓よりももっと低い位置で描かれていたかも知れない。背後の丸いガラスがはめ込まれた窓の大きさはマリアやガブリエルに比べて不自然には見えない。

### ミサとの関連
ファン・エイクら初期フランドル派の画家たちにとってのもう一つの主題がダルマティカ（広い袖をもった長いチュニック (en:Dalmatic)）の上にガブリエルが着用しているコープ（典礼などのときに聖職者が羽織る非常に長いマント (en:Cope)）で表現されている。人間であれば盛式ミサを行う執行司祭や助祭の特徴となる。マリアは上に福音書装飾写本やミサ典書のように大きく厚い書物が乗ったテーブルに向かい、「両手を広げて (expansis manibus)」いる。このマリアのポーズは突然のガブリエルの来訪とその知らせに驚き、不安がっていることを表しているが、同時にミサの最中に司祭がとるポーズでもある。この絵画は当時ネーデルラントでよく上演されており、福音朗読として受胎告知の場面もあった典礼劇「Missa Aurea」と関連性があるのではないかと考えられている。メアリを信徒と神との仲介者として描くのは初期フランドル派絵画では良く見られた表現であり、この絵画におけるマリアはミサを執り行う司祭としての役割を与えられている。マリアが自身の子供を失うという私的な犠牲は、ミサで司祭が成立させる儀式的な犠牲とみなすことも出来る。もっとも顕著な例がルーブル美術館に所蔵されている作品で、祭服を着用したマリアが祭壇の前でミサを執り行っている。それに比べればこの絵画におけるマリアの司祭としての役割はまだ少ないといえる。

## 三連祭壇画
もともと三連祭壇画だった『受胎告知』の残りのパネルについては後述する来歴以上の記録はまったくない。それほど大きな祭壇画ではないので、側面の祭壇用かあるいは小さな礼拝堂用に作成された可能性はある。失われたパネルに何が描かれていたのか不明なままとなっている。少なくとも『受胎告知』のパネルの倍以上の幅があったと思われる中央パネルには「キリストの降誕」か「三博士の礼拝」が、右翼には「聖母のエリザベト訪問」か「神殿奉献」が描かれていたのではないかと考える研究者も多い。両翼外側にもある程度は装飾がなされていたと思われるが、19世紀にパネルからキャンバスへ移植したときに外側は廃棄されていることから考えると、外側全面に絵画が描かれていたりグリザイユで人物などが描かれていた可能性は低い。ともあれ左翼内側に描かれたこの『受胎告知』が他のパネルに描かれていた題材と関連があったことは間違いない。

## 手法

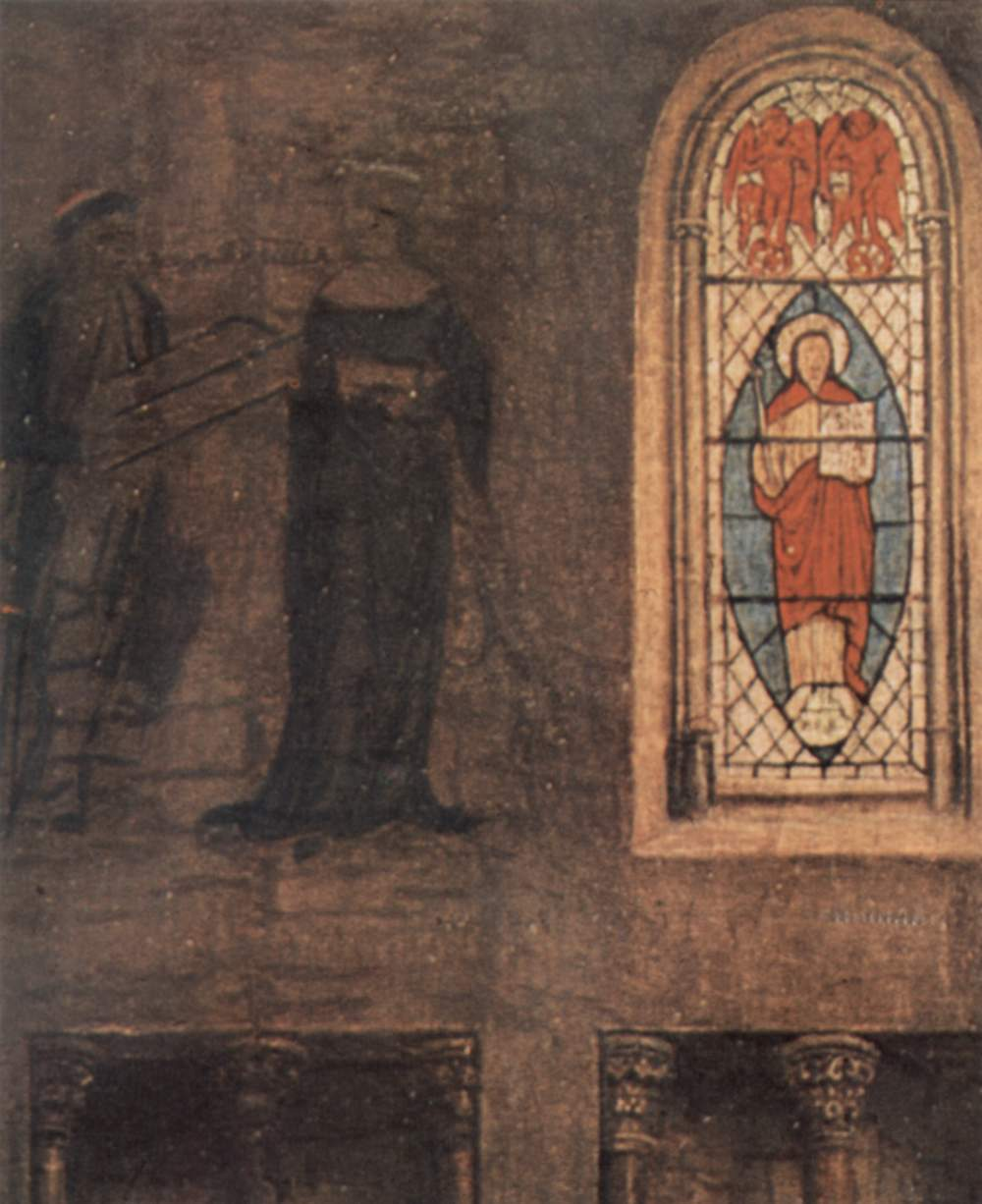
背後の壁に描かれているモーゼは下絵の段階では描かれていなかった

1998年の洗浄修復と赤外線リフレクトグラムなどによる調査で、ファン・エイクがこの作品で用いた絵画手法の多くが判明した。その手法は『アルノルフィーニ夫妻像』など、ほかのファン・エイクが描いた作品の手法と合致しており、下塗りの段階から完成するまでの間、多くの変更が加えられ続けていることが分かっている。
ファン・エイクの優れた油彩描画技術は明らかである。わずかに金箔が左上から差し込む7本の光に使用されているだけで、ガブリエルの衣装の金は油彩で描かれている。まだ乾いていない顔料の上にさらに顔料を混ぜ合わせる手法（ウェット・オン・ウェット (en:Wet-on-wet)）によって、ガブリエルが着用している衣装の織柄の質感表現に成功している。椅子裏面の暗い部分は自身の指も使って表面を仕上げている。この絵画で質感の異なるさまざまなものに乱反射する光は鮮やかに表現され、幻想的なまでの詳細表現力は特にガブリエルの豪奢な衣装で顕著である。
手の位置や顔にもいくつかの細かな修正があるが、大きな修正として下絵の段階では小さな飾り柱が描かれている左側の壁は後ろの壁と同じ構図で、飾り柱は天上まで届くくらいに長かったことが分かっている。また天上の板は欠落しておらず、右向きの光源があったためそれに対する影が描かれていた。
床のタイルに描かれた聖書の物語は下絵よりも簡素に描かれ、逆に椅子は下絵より大きくなっている。ユリの花瓶は下絵に存在しなかっただけでなく、描く場所すらなかった。聖母のローブや床の模様を描くことで、花瓶を描くスペースがなくなったためである。椅子の右横にわずかに見える水色の花瓶は完成間近に描き足されたと考えられている。
ファン・エイクが描いた代表作の調査で、下絵から完成するまでの工程がどの作品でもほぼ同じであることが明らかになった。ファン・エイク自身が非常に聖書に通じていたとされているが、もしかしたらファン・エイクには聖職者の相談相手がいたのかも知れない。そしてその聖職者が絵画制作の工程を通じて、ファン・エイクの作品により複雑さを加えることを望んだ可能性もある。

## 保存状態と制作年度

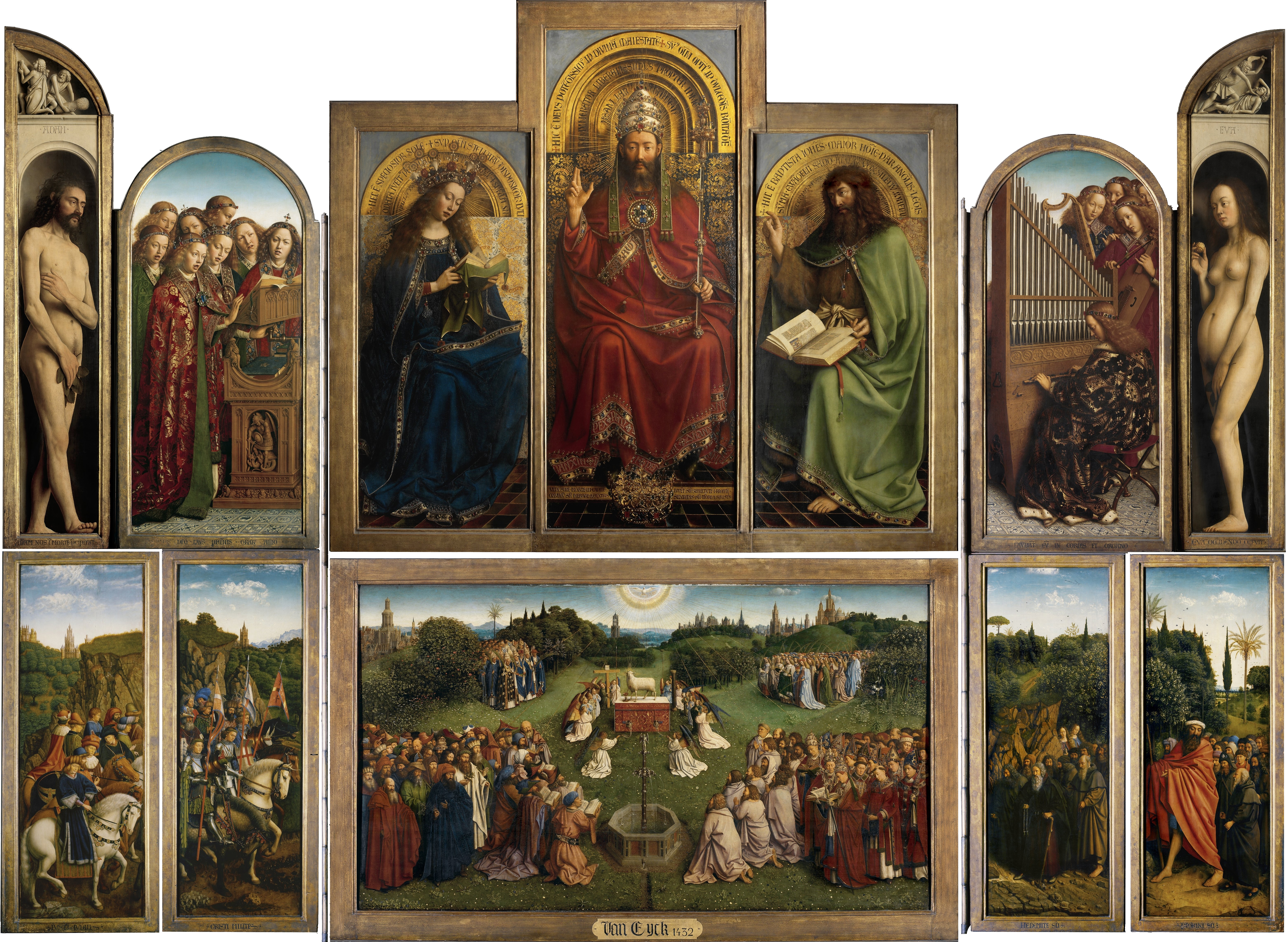
『ヘントの祭壇画』, 兄フーベルトとの共作, シントバーフ大聖堂, 1432年

『受胎告知』は19世紀にパネルからカンバスに移植された。1998年に大規模な洗浄修復を受けてワニスと数箇所の重ね塗りされた加筆が除かれ、その後ファン・エイクの技術研究が慎重に行われた。ナショナル・ギャラリーの目録ではこの洗浄によって『受胎告知』が大規模に回復できたと記述されていた。しかし洗浄後の研究を通じて、洗浄修復のために表面、特に背景部分が細かい亀裂に覆われ、ガブリエルの顔、髪、マリアのローブなど塗りなおされた部分は艶のある絵の具の層が失われてしまっていたことが判明した。
この絵画の完成年ははっきりしていない。以前はパノフスキーをはじめ、1428年か1429年から1436年か1437年にかけて描かれたと考えられていた。しかし1959年にアルテ・マイスター絵画館に所蔵されていた祭壇画から1437年の日付が発見されたことがファン・エイクが描いた作品全ての制作日付を大きく変え、「1432年以前に『受胎告知』が描き始められていたと考えるのは不可能」となった。『受胎告知』の作風からすると『ヘントの祭壇画』と後期の作品、例えばベルリンにある『教会の聖母』との間の作品と考えられる。
『受胎告知』はヤン・ファン・エイクの兄フーベルト・ファン・エイクの作品であるとする意見もあった。しかし近年の洗浄修復と調査の結果、ヤンの作品であると考えられている。

## 来歴
現在知られている『受胎告知』の来歴は以下の通り。
- 1791年 - ディジョン（現フランス、15世紀当時はブルゴーニュ公国の首都）のシャンモル修道院の訪問者の記録に、副修道院長の部屋にもともとは大公領の別の修道院の礼拝堂にあった絵が「初期フランドル風の画家が描いた高さ1.2メートルほどのパネル絵で、大公の礼拝堂から移設されたもの。1枚目は幅30センチほどで、受胎告知が描かれている」と記述されている。シャンモル修道院はフランス革命で甚大な被害を受けたが、歴代ブルゴーニュ公の墓所で多くの重要な美術作品が所蔵されていた[33]。この記録は『受胎告知』のことを表していると考えられるが、大きさは正確には合致しない。

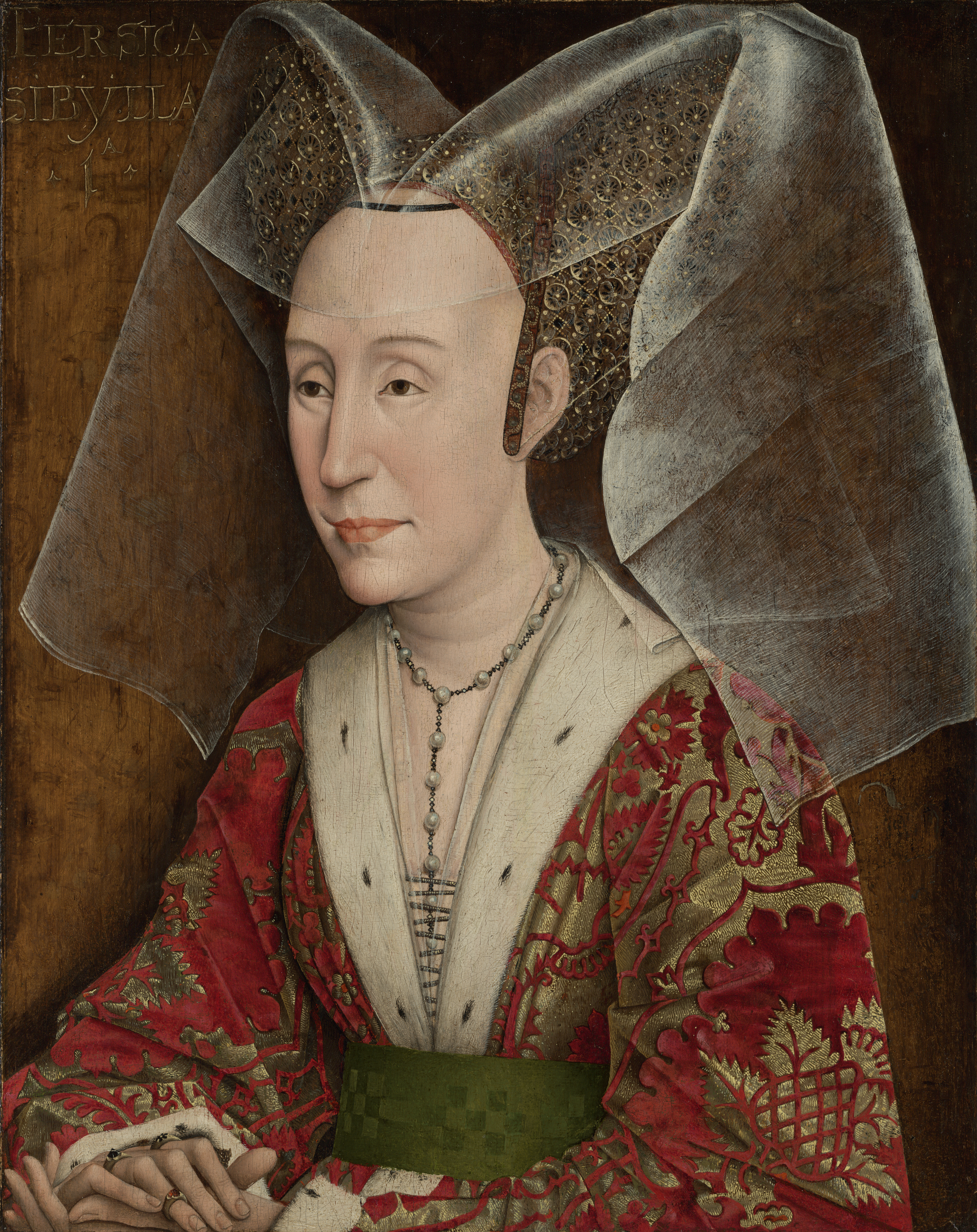
フィリップ3世公妃イザベラ, ロヒール・ファン・デル・ウェイデン作?の絵画の模写, 1500年頃

- 1817年 - パリで開催されたオークションでブリュッセルの著名な販売業者ニウヴェンホイスが落札し、オランダ王ウィレム2世が購入した。そのままブリュッセルにあったが1841年にハーグに移されている。1843年の記録にはニウヴェンホイスが「もとは3枚組の祭壇画で、ブルゴーニュ公フィリップ3世のために同じ画家が描いた作品である。ディジョンの宗教施設の装飾として作成された」と語ったと書かれている。現在の研究家もマリアにはフィリップ3世公妃イザベラの面影が見られるとし、『受胎告知』はフィリップ3世のために描かれたと主張している。
- 1850年 - ハーグでオークションにかけられ、ロシア皇帝ニコライ1世が購入しサンクトペテルブルクのエルミタージュ美術館の所蔵となる。エルミタージュ美術館によって1864年から1870年ごろにパネルからカンバスに移植され、パネルの経年変化がもたらす悪影響はなくなった。
- 1929年以降 - 若いドイツ人画商フランシス・マチソンがロシア革命で成立したソビエト連邦政府から、いかなることがあっても手放してはならないとされていた旧ロシア皇帝家が所蔵していた絵画100点の目録作成を依頼された。その後まもなく数点の絵画が、アルメニア人実業家で石油王と呼ばれ、美術品収集家でもあった[34]カルースト・グルベンキアン (en:Calouste Gulbenkian) が石油と交換のかたちで財政難のソビエト連邦から入手しパリに移された。グルベンキアンはさらに絵画を求めたが、マチソンはロンドンのコルナギ画廊、ニューヨークのノードラー&カンパニー画廊とともに合弁企業を設立し、1930年から1931年にかけて『受胎告知』など21点の絵画をソビエト連邦から購入した。そしてアメリカ人実業家で美術品収集家アンドリュー・メロンに21点の絵画全てが売却された。後に『受胎告知』の他にラファエロ、ボッティチェリ、ベラスケス、レンブラントなどの作品を含む絵画はワシントン・ナショナル・ギャラリーに寄贈され、最重要なコレクションの一つとなっている[35]。